# Виера, Диего (уругвайский футболист)
Диего Виера (исп. Diego Viera; род. 10 апреля 1972, Монтевидео) — уругвайский футболист, нападающий.

## Карьера
В 1990—1996 годах Виера выступал за клуб «Серро». В Кубке Либертадорес 1995 сыграл во всех шести матчах клуба.
7 февраля 1996 года на инаугуральном драфте MLS, новообразованной высшей лиги США, Виера был выбран в пятом раунде под общим 47-м номером клубом «Тампа-Бэй Мьютини». Дебютировал за «Тампа-Бэй Мьютини» 20 апреля 1996 года в матче против «Коламбус Крю», выйдя на замену во втором тайме вместо Эванса Уайза. 4 мая 1996 года в матче против «Метростарз» забил свои первые голы за «Мьютини», сделав дубль. Всего в сезоне 1996 сыграл 21 матч, включая четыре — в плей-офф, и забил пять голов.
В 1996 году также играл в аренде в клубе третьего дивизиона «Тампа-Бэй Сайклоунс».
Выступал за шоубольную команду «Флорида Тандеркэтс» в сезоне Национальной профессиональной футбольной лиги 1998/99.

## Достижения
Командные
 «Тампа-Бэй Мьютини»
- Победитель регулярного чемпионата MLS: 1996